# Острів Мадре

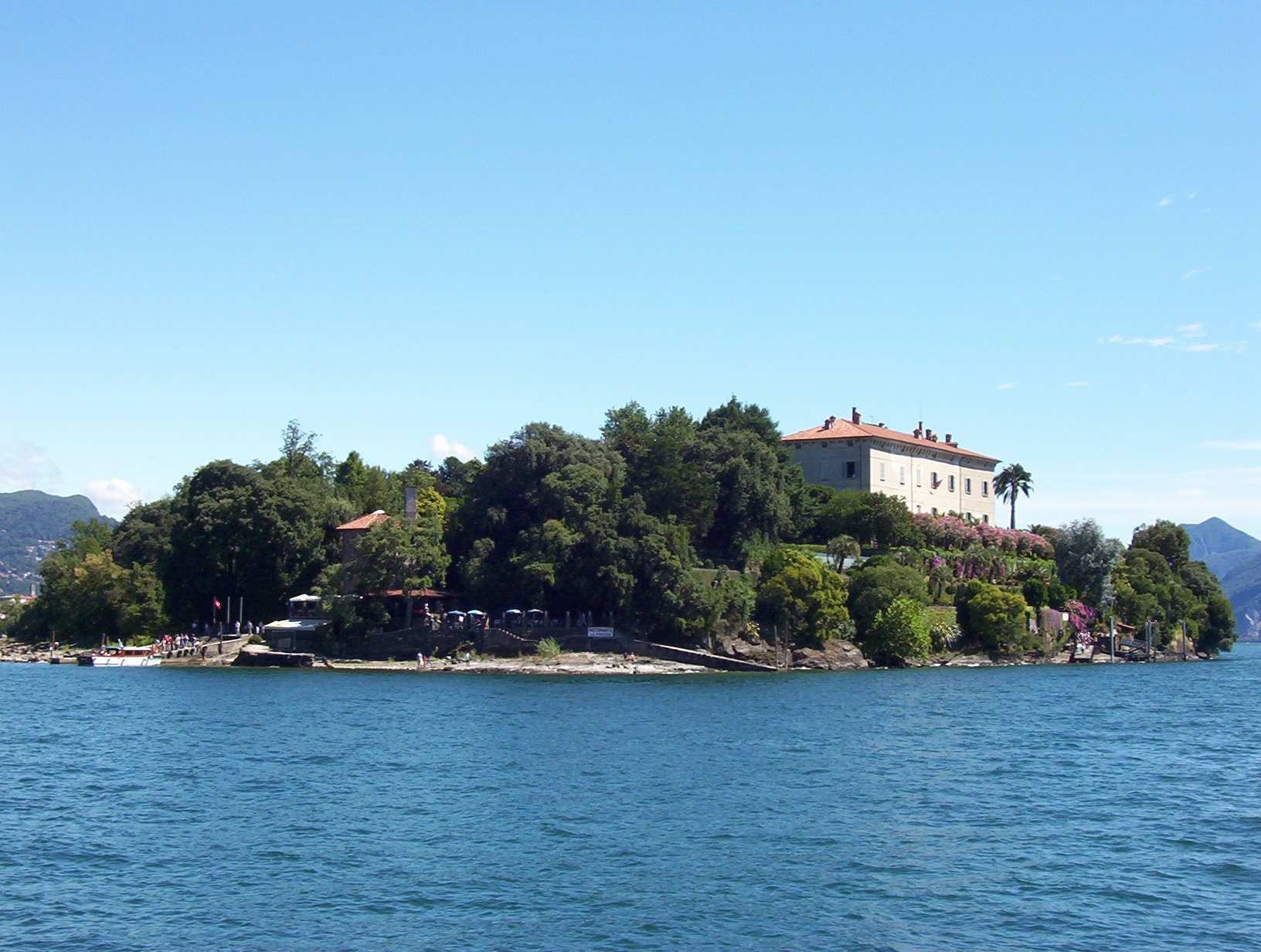
о. Мадре

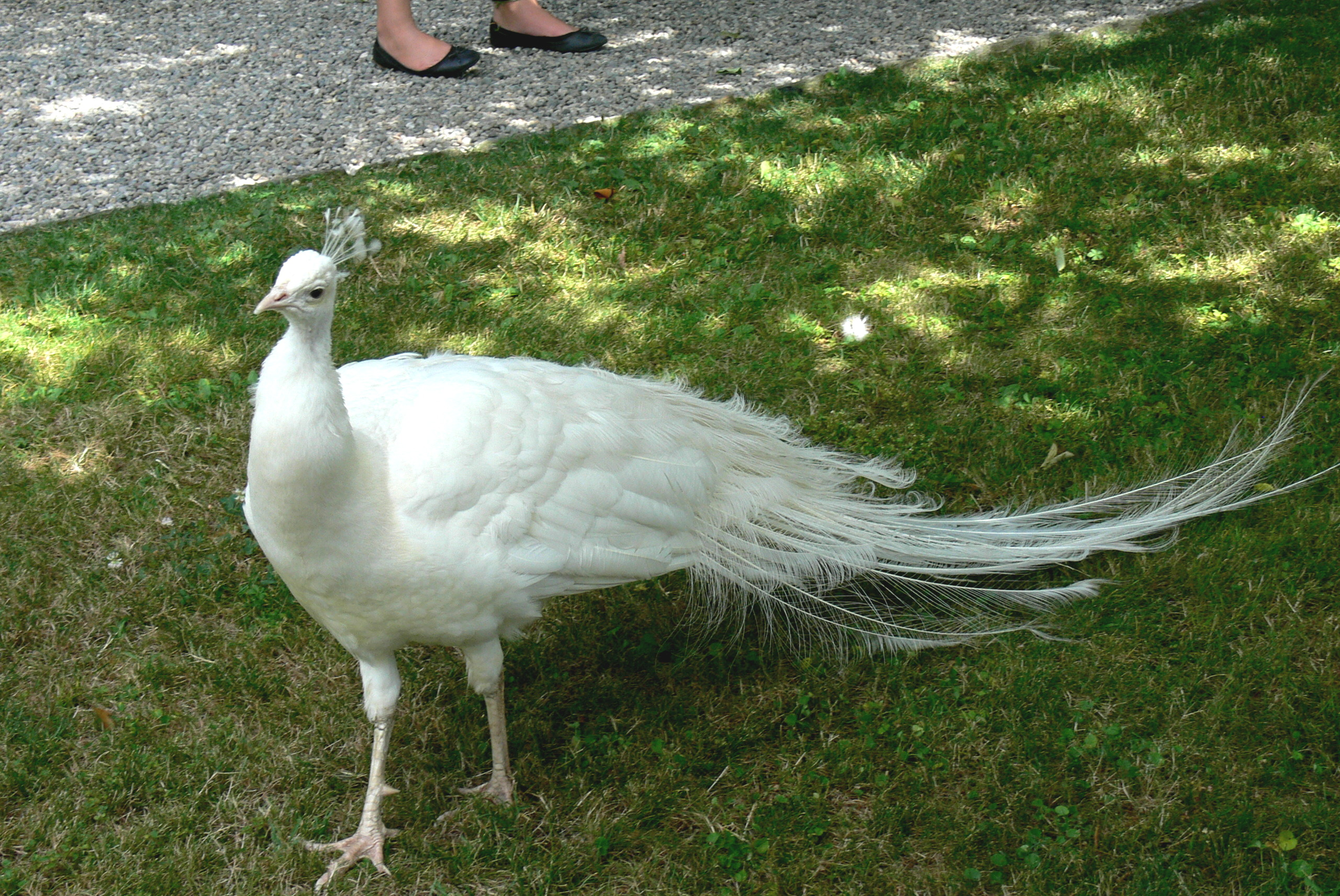
Павич - White peacock

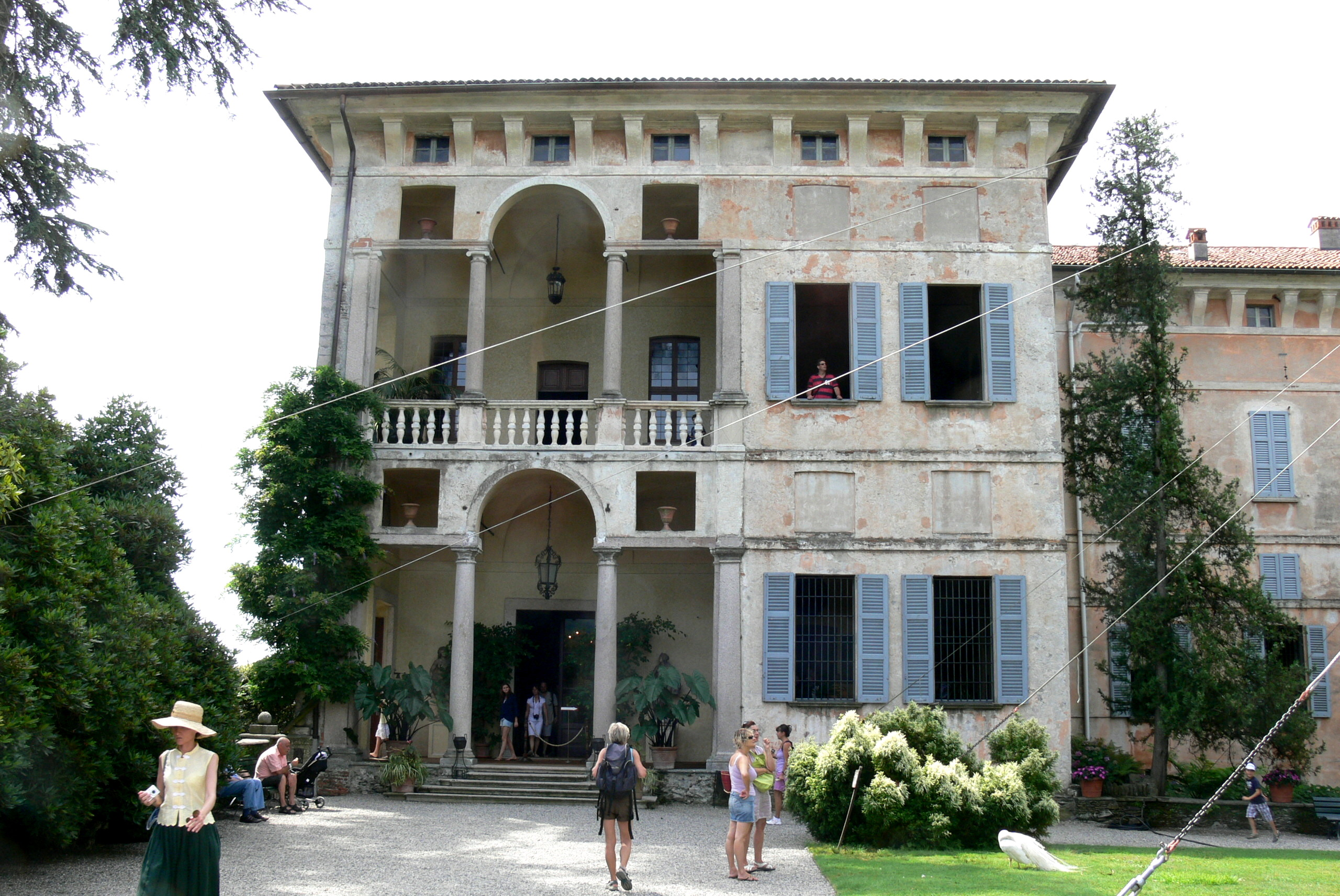
Палац Борромео на острові Мадре

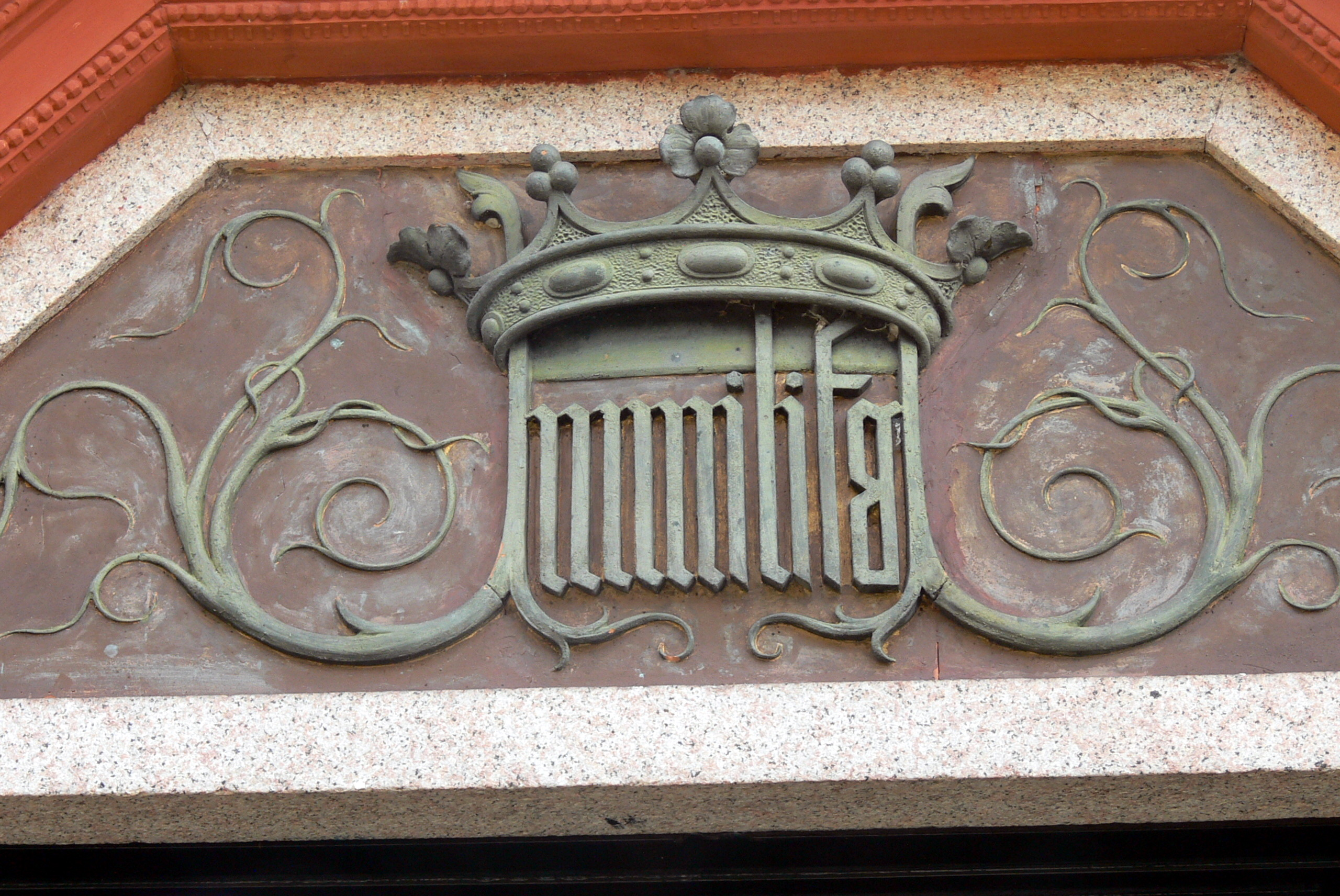
Фрагмент з каплиці Борромео

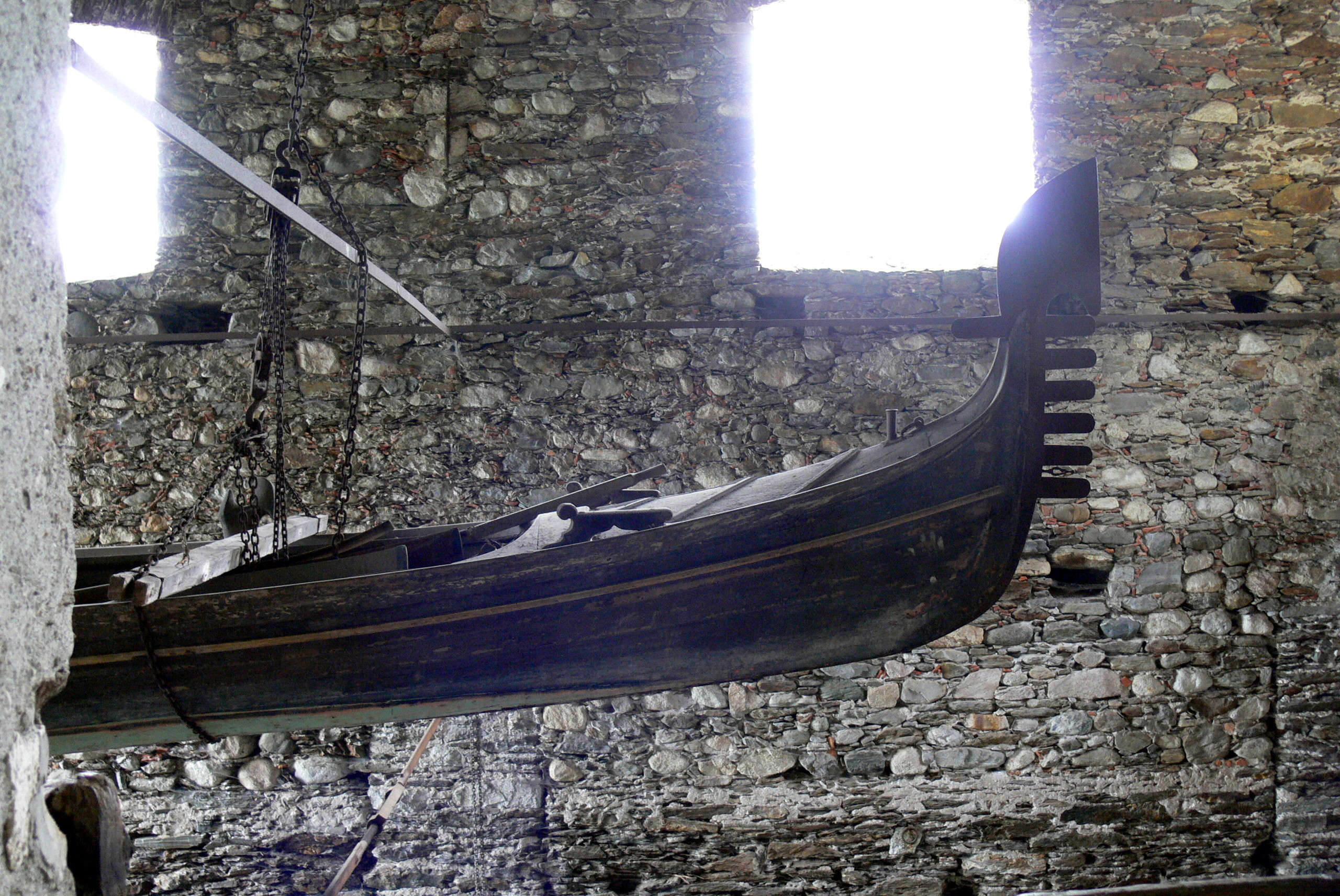
Isola Madre - Gondola inside the boat house

Острів Мадре (з іт. Isola Madre - «острів Мати»)  є найбільшим з групи островів Борромео (довжина  - 220 м,  ширина - 330 м), знаходиться в італійській частині альпійського озера Маджоре, в провінції Вербано-Куссіо-Оссола, регіон П'ємонт. На острові знаходяться англійські сади, декілька будівель і архітектурних споруд. У минулому він був відомий під назвами Isola di San Vittore (острів Св. Віктора), а пізніше -  Isola Maggiore («найбільший острів»).

## Історія
Наявні історичні джерела свідчать, що в середині дев'ятого століття на острові була церква і цвинтар (існування якого підтверджує назва одного з садів Scala Dei Morti, або «сходи мертвих»). Також достеменно відомо, що на острові вирощували оливки і використовували для священних ритуалів.
У 1501 році Lancillotto Borromeo, один з п'яти дітей Giovanni III Borromeo і Cleofe Pio di Carpi, започаткував вирощування цитрусових на острові; рослини завезли з Ліґурії разом із вправним садівником (ortolano). Lancillotto розпочав будівництво родинної резиденції на острові, яка в 1580 роках була добудована у стилі "ренесанс" іншим нащадком Renato I Borromeo.

## Архітектурні споруди
Палац Борромео був побудований в шістнадцятому столітті на місці стародавньої церкви, цвинтаря та, можливо, замку Сан Вітторе (названий в честь мученика Vittore il Moro). Палац оточений красивими садами - Giardini Botanici dell'Isola Madre ("Ботанічний сад острова Мадре") площею 8 га. Створення саду в англійському стилі почалося в кінці вісімнадцятого століття на місці саду цитрусових. Особливо поцінованою є ділянка саду Scala Dei Morti ("Сходи мертвих"), прикрашена значною колекцією гліциній.
Варта уваги також родинна каплиця (1858 р.), де, на відміну від о.Белла, немає захоронень чи надгробних скульптур.

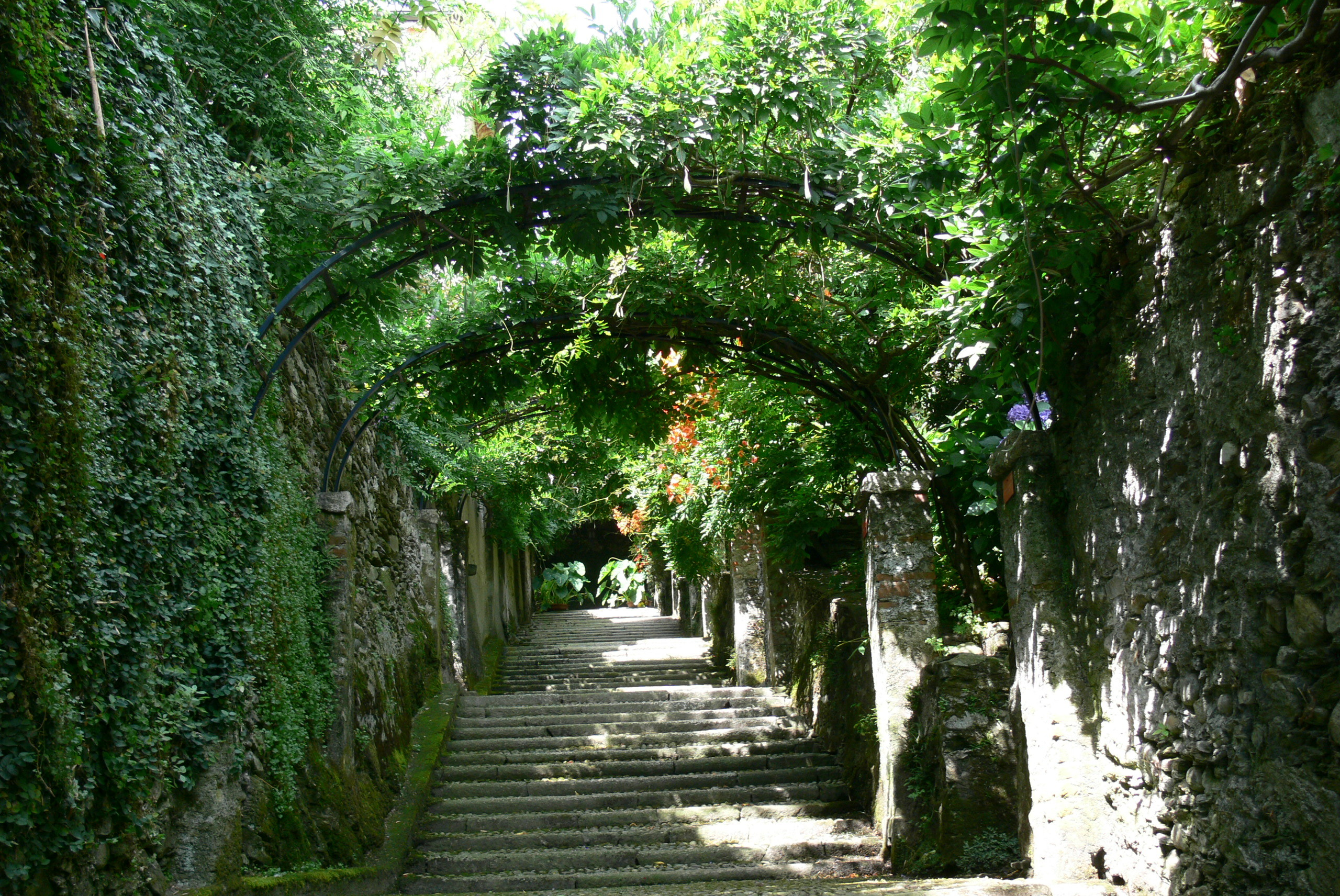
Isola Madre - Totenstiege
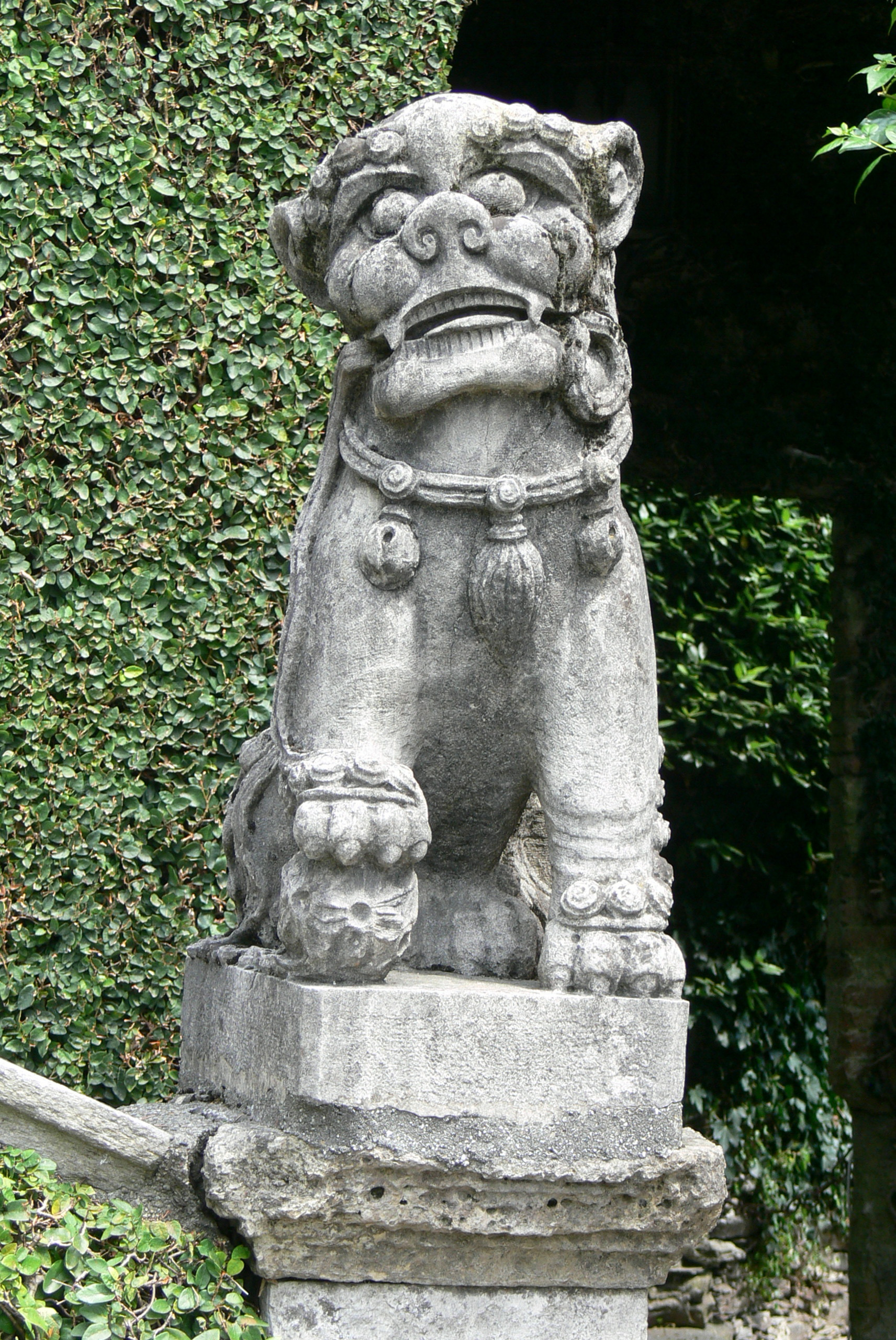
Острів Мадре - китайський лев
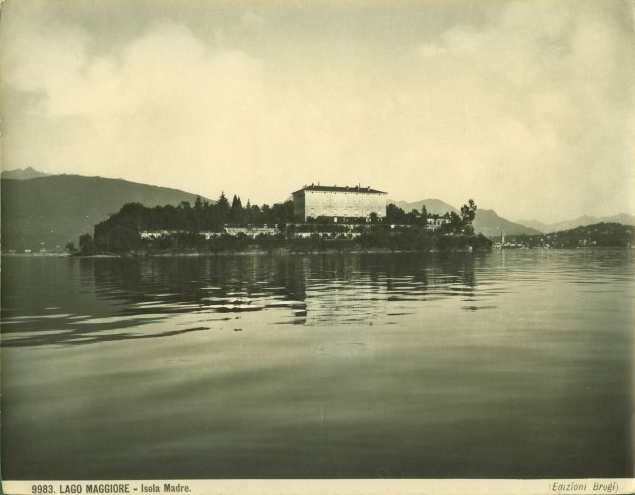
Brogi, Carlo (1850-1925) - n. 9983 - Lago Maggiore - Isola Madre

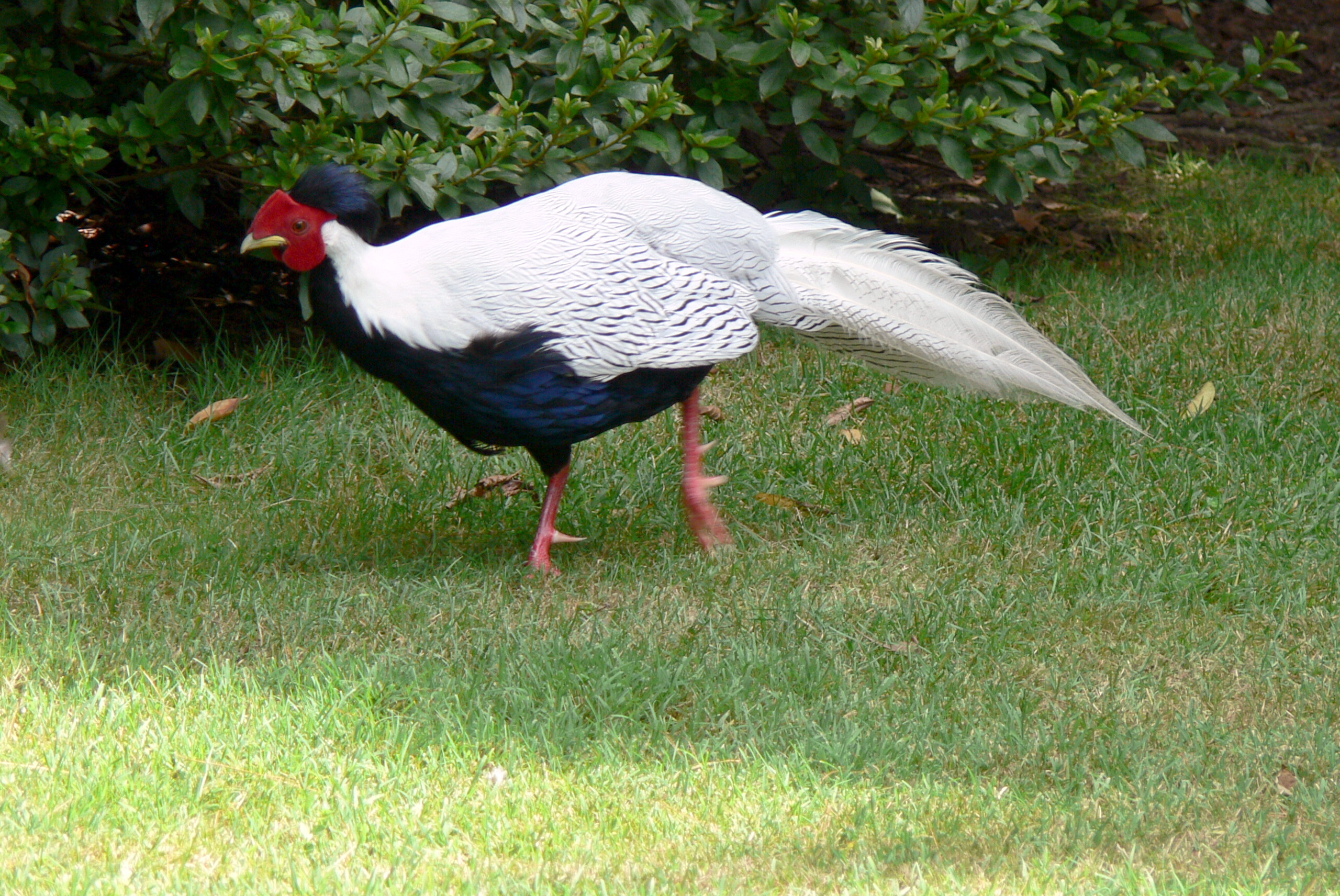
Lophura nycthemera
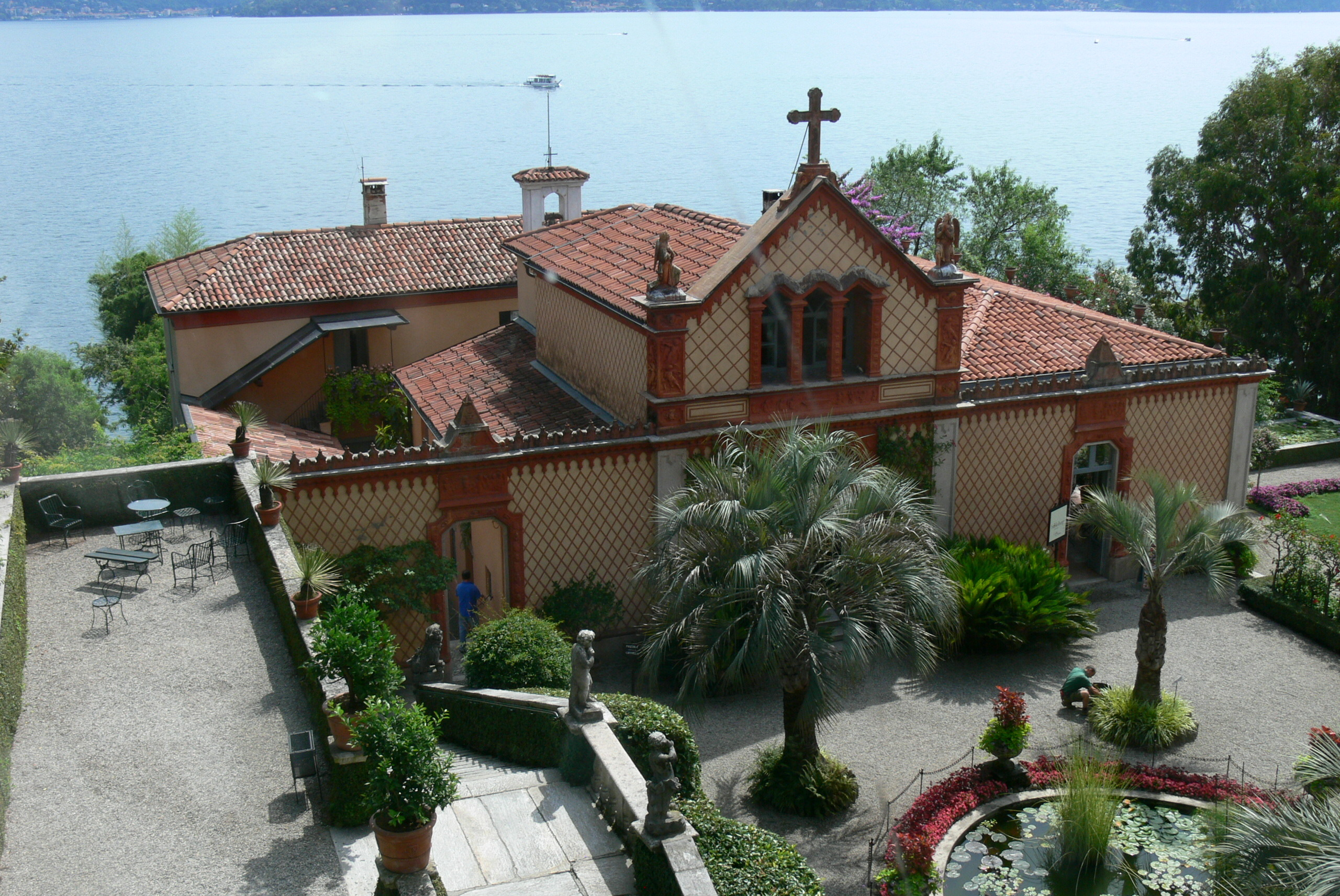
Каплиця Борромео
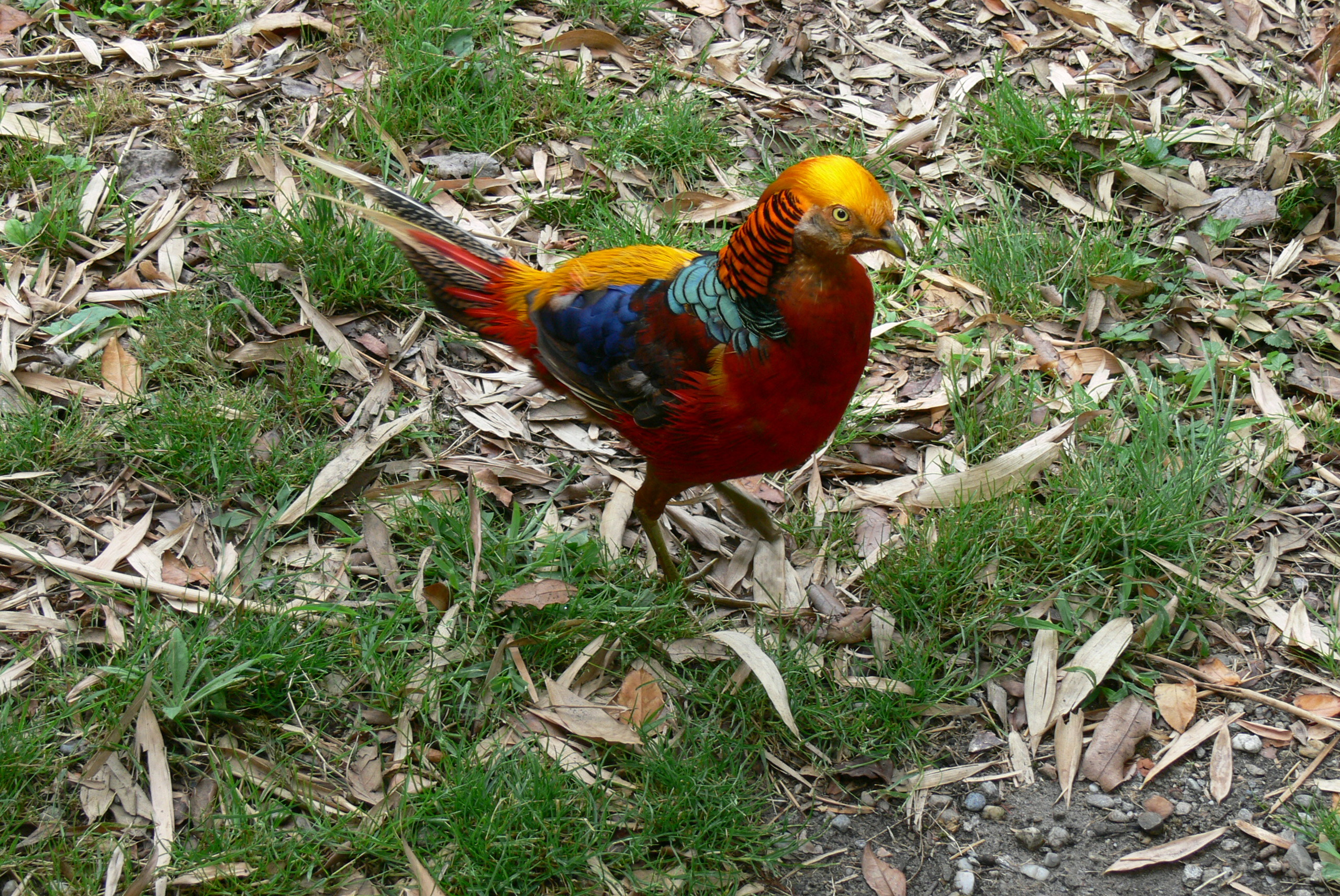
Chrysolophus pictus